# Georgios Bouglas
Georgios Bouglas (griechisch Γιώργος Μπούγλας, * 17. November 1990 in Trikala) ist ein griechischer Bahn- und Straßenradrennfahrer.

## Werdegang
Georgios Bouglas gewann 2007 bei den Athens Open Balkan Championship das Scratch-Rennen in der Juniorenklasse. Im nächsten Jahr wurde er griechischer Bahnradmeister im Omnium der Elite, und bei den Junioren war er in der Mannschaftsverfolgung erfolgreich. Außerdem gewann er ein Rennen des Hellenic Road Cup für Junioren. Ab dem Jahr 2009 fuhr er zusammen mit seinem älteren Bruder Apostolos Bouglas für das griechische Continental Team Heraklion-Nesebar-Kastro, das in den nachfolgenden Jahren unter verschiedenen Namen an den Start ging.
Im Jahr 2013 wechselte Bouglas zum UCI Continental Team SP Tableware und feierte bei der Rumänien-Rundfahrt mit zwei Etappensiegen seine ersten internationalen Erfolge. Im Jahr darauf wurde er erstmals griechischer Meister im Straßenrennen und ging bei den Straßenradsport-Weltmeisterschaften von Ponferrada an den Start.
Nachdem Bouglas im Jahr 2015 keine internationalen Wettkämpfe bestritten hatte, nahm er in den Jahren 2016 und 2017 für das China Continental Team of Gansu Bank bei der Tour of Qinghai Lake teil. In den beiden anschließenden Saison bestritt er die chinesische Rundfahrt für das Ningxia Sports Lottery-Livall Cycling Team und konnte jeweils eine Etappe im Sprint für sich entscheiden. In den folgenden Jahren wechselte Bouglas jährlich zu einem anderen UCI Continental Team. Er gewann jeweils eine Etappe von In the footsteps of the Romans und der Tour of Japan und wurde in den Jahren 2022 und 2023 erneut griechischer Meister im Straßenrennen.
Für das Jahr 2024 erhielt Bouglas im Alter von 33 Jahren einen Vertrag beim spanischen UCI ProTeam Burgos-BH. Im olympischen Straßenrennen von Paris war er der Vertreter Griechenlands und kam auf den 77. Platz.

## Erfolge – Bahn
2008
- Griechischer Meister – Omnium (Elite und Junioren)
- Griechischer Meister – Mannschaftsverfolgung (Junioren) mit Iraklis Aslanis, Vasilis Banousis und Georgios Melas

2011
- Griechischer Meister – Teamsprint mit (Christos Volikakis und Zafeiris Volikakis)

2012
- Griechischer Meister – Einerverfolgung

2014
- Griechischer Meister – Madison mit Apostolos Bouglas

2015
- Griechischer Meister – Mannschaftsverfolgung mit Panagiotis Karabinakis, Vasileios Simantirakis und Zisis Soulios
- Griechischer Meister – Madison mit Zisis Soulios
- Griechischer Meister – Team-Sprint mit Anargyros Sotirakopoulos und Nikolaos Pagonis

## Erfolge – Straße
2012
- Griechischer Meister – Straßenrennen (U23)

2013
- zwei Etappen Romanian Cycling Tour

2014
- Griechischer Meister – Straßenrennen

2018
- eine Etappe Tour of Qinghai Lake

2019
- eine Etappe Tour of Qinghai Lake

2021
- eine Etappe In the footsteps of the Romans

2022
- Griechischer Meister – Straßenrennen

2023
- eine Etappe Tour of Japan
- Griechischer Meister – Straßenrennen

2025
- Griechischer Meister – Einzelzeitfahren